# حلقة إكليلية (علم الفلك)
في علم الفلك، تشكل حلقة إكليلية البنية الأساسية للطبقة السفلى من الإكليل الشمسي (أو الهالة الشمسية) ومنطقة الانتقال الشمسي. وتنتج هذه البنية المعقدة كنتيجة مباشرة لتشابك المجال المغناطيسي للشمس. ترتبط كثافة الحلقات الإكليلية بشكل مباشر بالدورة الشمسية، لذلك غالباً ماتوجد الحلقات الإكليلية بشكل متزامن مع البقع الشمسية . تندفع التيارات المغناطيسية من خلال الغلاف الضوئي، مما يعوض تبريد البلازما
يدفع تدفق الموجات المتقلبة المغناطيسي خلال الفوتوسفير، ويعرض برودة البلازما أدناه. التناقض بين الفوتوسفير والداخلية الشمسية يعطي الانطباع من البقع السوداء، أو البقع الشمسية
تُشكل الحلقات الإكليلية البنية الأساسية للطبقة السفلى من الإكليل ومنطقة الانتقال الشمسي. تنتج حلقات البنية المعقدة كنتيجة مباشرة لتشابك التدفق المغناطيسي الشمسي داخل الجسم الشمسي. يمكن ربط كثافة الحلقات الإكليلية بشكل مباشر بالدورة الشمسية، لذلك غالبًا ما يُعثر على الحلقات الإكليلية بشكل متزامن مع البقع الشمسية. يندفع الدفق المغناطيسي ذو الموجات المتقلبة عبر الغلاف الضوئي معرّضًا البلازما لدرجات حرارة باردة.
تصبح هذه البلازما أكثر برودة بسبب المجال المغناطيسي الموجه شعاعيًا، والذي يوقف عملية الحمل الحراري في هذه المناطق. لا يمكن أن تنتقل الحرارة باتجاه السطح بواسطة الحمل الحراري، ويعطي التناقض بين الغلاف الضوئي والبلازما الباردة انطباعًا عن البقع المظلمة، أو البقع الشمسية.

## خصائص فيزيائية
تُعرف الحلقات الإكليلية بأنها التدفق المغناطيسي الثابت في الطرفين التي تمر عبر الجسم الشمسي، وتبرز في الغلاف الجوي الشمسي. إنها بُنى مثالية يجب مراعاتها عند محاولة استيعاب نقل الطاقة من الجسم الشمسي عبر منطقة الانتقال الشمسي وإلى الإكليل. توجد العديد من نطاقات الحلقات الإكليلية الشمسية، وهي عبارة عن أنابيب مجاورة مفتوحة متدفقة تُمرر الرياح الشمسية وترسلها بعيدًا باتجاه الإكليل والغلاف الشمسي.
تملك الحلقات الإكليلية مجموعة واسعة ومختلفة من درجات الحرارة على امتداد أطوالها. تُعرف الحلقات الموجودة في درجات حرارة أقل من 1 ميلي كلفن باسم الحلقات الباردة، والحلقات الموجودة عند حوالي 1 ميلي كلفن باسم الحلقات الدافئة، والحلقات التي تتجاوز 1 ميلي كلفن باسم الحلقات الساخنة. تشعّ هذه الفئات المختلفة بأطوال موجية مختلفة بشكل طبيعي.

### الموقع
تشغل الحلقات الإكليلية المناطق النشطة والهادئة على سطح الشمس. تشغل المناطق النشطة مساحات صغيرة على السطح الشمسي، ولكنها تُنتج معظم النشاط وتكون غالبًا مصدر التوهجات والانبعاث الكتلي الإكليلي بسبب وجود مجال المغناطيسي قوي. تُنتج المناطق النشطة 82 ٪ من إجمالي طاقة تسخين الإكليل. تُعرف ثقوب الإكليل بأنها خطوط حقل مفتوحة تقع في المناطق القطبية للشمس وتُعرف بأنها مصدر الرياح الشمسية السريعة. تشكل المناطق الهادئة بقية السطح الشمسي.

### الحلقات الإكليلية ومسألة تسخين الإكليل
لا يمثل خط الحقل المغلق حلقة إكليلية شمسية، ويجب أن يُملأ التدفق المغلق بالبلازما قبل أن يمكن تسميته بحلقة إكليلية شمسية. يتوضح فيما بعد ندرة وجود الحلقات الإكليلية على السطح الشمسي، وتكون غالبية الهياكل ذات التدفق المغلق فارغة. يدل ذلك إلى أن الآلية التي تسخن الإكليل وتحقن بلازما الكروموسفيري في التدفق المغناطيسي المغلق تكون موضعية جدًا.
تشكل الآلية الكامنة وراء ملء البلازما والتدفقات الديناميكية وتسخين الإكليل لغزًا مبهمًا. يجب أن تكون الآليات مستقرة بما يكفي لمواصلة تغذية الإكليل بالبلازما الكروموسفيرية، وقوية بما يكفي لتسريعها وبالتالي تسخين البلازما من 6000 كلفن إلى ما يزيد عن 1 ميلي كلفن على مسافة قصيرة من الكروموسفير ومنطقة الانتقال إلى الإكليل.
هذا هو السبب وراء الاهتمام بدراسة حلقات الإكليل، فهي تُثبَّت في الغلاف الضوئي وتتغذى بواسطة بلازما الكروموسفير وتبرز في المنطقة الانتقالية، وتوجد في درجات حرارة الإكليل الشمسي بعد خضوعه للتسخين المكثف.

## تاريخ المراقبات

### منذ عام 1991 حتى يومنا هذا
يُعتبر إطلاق مرصد سوهو في كانون الأول/ديسمبر في عام 1995 خطوة مهمة في تاريخ فيزياء الطاقة الشمسية. أُطلق المرصد من محطة كيب كانافيرال الجوية في فلوريدا في الولايات المتحدة الأمريكية. صُمم سوهو ليكون لديه زمن تشغيل يدوم لمدة عامين. مُددت مهمته حتى آذار/مارس في عام 2007 نظرًا لنجاحها الكبير، مما سمح لشركة سوهو بمراقبة دورة شمسية كاملة مدتها 11 عامًا. يسبب سوهو باستمرار خسوف الشمس عن الأرض على بعد حوالي 1.5 مليون كيلومتر.
يُدار سوهو من قبل علماء من وكالة الفضاء الأوروبية ووكالة وناسا، وصُمم لإجراء العديد من الدراسات على الشمس واشعاعاتها وهالتها ورياحها. يحتوي المرصد على 12 أداة، بما في ذلك مطياف الإكليل الشمسي وتلسكوب التصوير فوق البنفسجي والتي تستخدم جميعها على نطاق واسع في دراسة منطقة الانتقال الشمسي والإكليل. أُطلق مرصد تريس في نيسان/أبريل في عام 1998 من قاعدة فاندنبرغ الجوية كجزء من مشروع غودارد التابع لناسا المتعلق برحلات الفضاء.

## التدفقات الديناميكية
نجحت العديد من البعثات الفضائية بشكل كبير في مراقبة تدفقات البلازما القوية والعمليات العالية الديناميكية في حلقات الهالة. تشير ملاحظات المرصد الفضائي سومر إلى سرعات تدفق تتراوح من 5 إلى 16 كم/ثانية في القرص الشمسي، بينما تكشف الملاحظات المشتركة لمرصدي سومر وتريس عن تدفقات تتراوح بين 15 و 40 كم/ثانية. لقد اكتُشفت سرعات عالية جدًا بواسطة مطياف الكريستال المسطح الموجود على متن القمر الصناعي سولار ماكس حيث تتراوح سرعات البلازما بين 40 إلى 60 كم/ثانية.